# Forsa, Hudiksvalls kommun
Forsa är kyrkbyn i Forsa socken i Hudiksvalls kommun i Hälsingland. Byn ligger vid Rolfstaåns utlopp i Kyrksjön nordväst om Sörforsa. Forsa kyrka ligger här.
I Forsa finns sedan 1909 Forsa folkhögskola med Region Gävleborg som huvudman. Skivbolaget Forsaljud var verksamt där 1975–1986.